# Rock Sound
Rock Sound är ett brittiskt musikmagasin startat 1999 och utkommer en gång i månaden. Tidskriften vänder sig främst åt rockintresserade ungdomar och innehåller artiklar, recensioner och intervjuer med moderna alternativa rockgrupper, men även äldre band förekommer. Exempel på grupper som har prytt omslagen genom åren är bland andra Green Day, Paramore, Slipknot och Muse. Som bilagor till tidskriften medföljer ofta affischer på olika artister och grupper samt en CD-skiva med cirka 15 låtar av blandade grupper, oftast okända.
Tidningsredaktören är Darren Taylor, medan Andy Kelham är redaktör för webbtidningen på Rock Sounds webbplats.
Förutom Storbritannien ges Rock Sound även ut i flera europeiska länder, bland annat Sverige.